# London (Arkansas)
London è una città degli Stati Uniti d'America situata nello Stato dell'Arkansas, nella Contea di Pope.